# Hot Boyz
Hot Boyz ist ein US-amerikanisches Filmdrama von Master P aus dem Jahr 1999.

## Handlung
Der Film beginnt mit einer Verfolgungsjagd in einem Hafenviertel, bei der der Afroamerikaner Kool in seinem Wagen vor Polizeiautos flieht. Sein Auto fällt ins Wasser. In diesem Augenblick sagt seine Off-Stimme, dass der Film zeigen würde, wie er zum Gangster gemacht würde. Es werden in einer Rückblende sechs Monate zurückliegende Ereignisse gezeigt.
Kool hat keine gute Ausbildung; er träumt davon, ein erfolgreicher Rapper zu werden. Seine Freundin LaShawna kämpft gegen ihre eigene Mutter, um zusammen mit Kool zu sein.
LaShawna nimmt sich auf der Straße eines schwer verletzten Polizisten an, der in ihren Armen stirbt. Sie wird der Tat verdächtigt und verhaftet. Kool willigt ein, Informant des Polizeiermittlers Tully zu werden, damit LaShawna freigelassen wird. Er sammelt Informationen, die den Drogendealer Saint belasten – bis er erfährt, dass Saint mit einem der Polizisten zusammenarbeitet.
Kool und seine Freunde gründen die Gang Hot Boyz. Kool wird verraten und verhaftet.

## Kritiken
Ryan Cracknell schrieb im Apollo Movie Guide, es sei ein „trauriges Zeichen“, dass Filme wie dieser gemacht würden. Dem Film fehle nicht nur der Unterhaltungswert, er weder beweise etwas noch habe etwas bedeutungsvolles über die Welt zu sagen. Der Film sei ein großer Schritt zurück für das Genre der die städtischen Gangs zeigenden Filme. Das Drehbuch beinhalte zahlreiche Klischees und Stereotype. Der Kritiker verspottete zum Textende die im Film getragene Bekleidung und bat Master P, etwas anderes als das Filmemachen zu versuchen.
Die Zeitschrift TV direkt 15/2007 schrieb, die im Film gezeigten Personen würden das Publikum „ziemlich kalt“ lassen.